# Quint Fufi Calè
|  | No s'ha de confondre amb el seu pare, Quint Fufi Calè, que es va oposar als Gracs. |

Quint Fufi Calè (en llatí: Quintus Fufius Q. f. C. n. Calenus) va ser un magistrat romà pertanyent a la gens Fúfia. Era fill de Quint Fufi Calè, un terratinent romà.
Va ser tribú de la plebs l'any 61 aC. Era patró de Publi Clodi, a qui va defensar i va provar de salvar de la condemna per violació dels misteris de la deessa Bona Dea. Va proposar una llei perquè fos jutjat no per un tribunal especial sinó per una cort ordinària, que va ser aprovada gràcies al patrocini de Quint Hortensi Hòrtal.
L'any 59 aC va ser elegit pretor per influència de Juli Cèsar, a qui va servir activament en endavant. Aquest any va portar una llei per la qual les tres classes de jutge (senadors, cavallers i tribuns de l'erari) havien de votar per separat. L'any 52 aC va donar suport al partit de Clodi després del seu assassinat per part de Miló.
El 51 aC va ser legat de Cèsar a la Gàl·lia. En esclatar la Segona guerra civil, l'any 49 aC, es va trobar (març) amb Cèsar a Brundísium, i pel camí es va trobar també amb Ciceró a la Vil·la Fòrmia, davant del que es va declarar contra Pompeu.
Quan Cèsar va anar a Hispània el va seguir com a legat, i quan Cèsar va anar a l'Epir va quedar amb el comandament de les tropes a Itàlia; quan va voler passar a l'Epir, molts dels seus vaixells van ser capturats per Calpurni Bíbul. Calè va escapar cap a la costa italiana i va tornar més tard a l'Epir amb Marc Antoni. Abans de la batalla de Farsàlia, Juli Cèsar el va enviar cap a Acaia, i en aquesta direcció va ocupar Delfos, Tebes i Orcomen, Atenes, Mègara i finalment Patres.
L'any 47 aC Cèsar l'elevà al consolat. Després de la mort de Cèsar el 44 aC es va unir a Marc Antoni, a qui va defensar contra Ciceró (43 aC). En la guerra contra Brutus i Cassi, va ser legat de Marc Antoni i va manar les legions del nord d'Itàlia. Quan es va acabar la guerra de Perusa (41 aC), Octavi volia les seves legions estacionades al peu dels Alps, i just llavors Calè va morir; el seu fill, que era molt jove, va lliurar les legions al futur emperador sense lluitar.